# Carena
En náutica, la Carena es el volumen limitado por el casco y por la superficie de flotación en un buque. También puede denominarse carena al volumen sumergido.

## Coeficiente de flotabilidad
La obra viva es la parte del buque por debajo de la superficie de flotación, por tanto, correspondiente a la carena. La parte superior es la obra muerta, y se consideran espacios de la misma al casco, desde la flotación hasta la cubierta más alta que sea continua, resistente y estanca, y a las superestructuras que sean estancas. La obra muerta es, también, la reserva de flotabilidad que tiene el buque para hacer frente a un incremento del volumen sumergido. Con respecto a la obra viva y a la obra muerta, se puede hablar de la superficie y del volumen de cada una de ellas. Por ejemplo, la superficie de la obra viva será la superficie mojada del casco.
- Se define como coeficiente de flotabilidad la relación entre el volumen de la obra muerta (reserva de flotabilidad) y el volumen de la obra viva (carena)

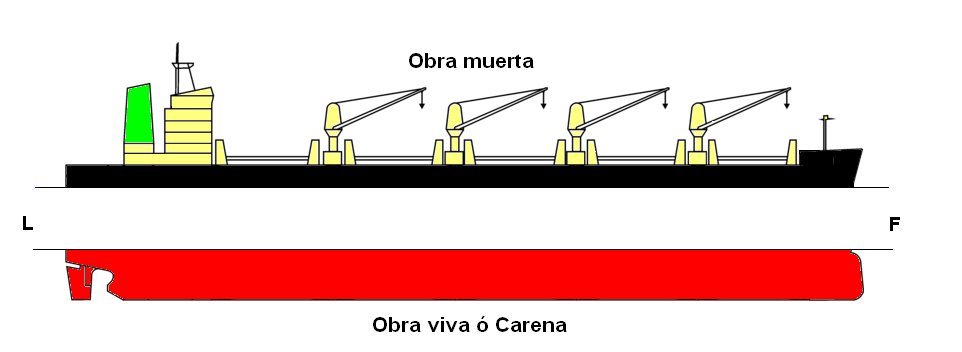

{\displaystyle Cf={\frac {Obra\ Viva}{Obra\ Muerta}}}